# اریک دوم، پادشاه دانمارک
اریک دوم دانمارک (دانمارکی: Erik II Emune؛ ح. 1090 – 18 july ۱۱۳۷ (۴۶−۴۷ سال)) یک پادشاه دانمارک بود.